# World IPv6 Launch

World IPv6 launchマーク

World IPv6 Launch（ワールド アイピーバージョンシックス ローンチ）とは2012年6月6日9:00(JST)に行われた、インターネットのIPv6移行イベントである。

## 概要
2011年2月3日に発生したインターネットのIPアドレス枯渇を受けて、現在はIPv4からIPv6に移行中である。
そしてIPv6への移行を促進するためにインターネットソサエティによって企画されたのが、世界的な移行イベントWorld IPv6 Launchである。
参加した全てのサイトはWorld IPv6 Launch開始時刻から恒久的にIPv6対応し、IPv6で到達可能な状態になった。
IPアドレス枯渇についてはIPアドレス枯渇問題を参照。

## 沿革
2011年
- 2月3日:IANAにおいてIPアドレス枯渇。
- 4月15日:APNICにおいてIPアドレス枯渇。同時にJPNICも枯渇。
- 6月8日0:00(UTC)：World IPv6 Day（24時間のIPv6実地試験）実施。

2012年
- 6月6日0:00(UTC)：World IPv6 Launch実施。
- 9月14日:RIPE NCCにおいてIPアドレス枯渇[2]。

## 参加者
実際のリストは以下を参照。
- “World IPv6 Launch参加者一覧” (英語).  インターネットソサエティ. 2012年8月21日閲覧。

2012年8月21日現在の参加者リストでは、ウェブサイト 3008サイト、ネットワークオペレーター 71社、家庭用ルーターメーカー 7社が参加している。
他にNTTぷららなどネットワークオペレーター側には無いが、公式サイトの方は実施した企業等、対応の度合いは同じプロバイダーでもまばらではある。

## 参加条件
参加するには以下の条件がある。

### ウェブサイト
- ビジネス展開をしている主要なサイトをIPv6対応させること。（IPv6専用サイトやミラーサイトを除く）

### ネットワークオペレーター
- 当日の段階でインターネット接続サービスの新規加入者にIPv6インターネットを標準で提供すること。
- 既存ユーザーにもIPv6インターネットを提供し、IPv6対応済みウェブサイトに対して1%以上がIPv6でアクセスしていること。

### 家庭用ルーターメーカー
- 家庭用ルーターにおいてIPv6を標準で有効にすること。
- IPv6 Ready CE Routerの相互接続試験に合格すること。